# Llengües arhuaques
Les llengües arhuaques constitueixen un subgrup format per almenys cinc llengües txibtxa estretament emparentades entre si. En l'actualitat només tres d'elles encara són parlades als departaments de Magdalena i Cesar (Colòmbia).

## Classificació
Les llengües arhuaques constitueixen un grup compacte dins de les llengües txibtxa. Des del punt de vista de les similituds lèxiques es planteja el següent arbre filogenètic:
|  | ikun                                              |
|  |                                                   |
|  | \| \| Damana \| \| \| \| \| \| Kankuí \| \| \| \| |
|  |                                                   |
|  | Damana                                            |
|  |                                                   |
|  | Kankuí                                            |
|  |                                                   |

|  | Damana |
|  |        |
|  | Kankuí |
|  |        |

|  | ikun                                              |
|  |                                                   |
|  | \| \| Damana \| \| \| \| \| \| Kankuí \| \| \| \| |
|  |                                                   |
|  | Damana                                            |
|  |                                                   |
|  | Kankuí                                            |
|  |                                                   |

|  | Damana |
|  |        |
|  | Kankuí |
|  |        |

## Descripció lingüística

### Fonologia
L'inventari consonàntic de les llengües arhuaques és el següent:
|                      | Labial | Alveolar            | Palatal | Velar   | Glotal |
| -------------------- | ------ | ------------------- | ------- | ------- | ------ |
| No-continuant sorda  | p      | t                   | tš      | k       | ʔ[d]   |
| No-continuant sonora | b      | d                   | dž[k]   | g       |        |
| Continuant sorda     |        | s                   | š[i]    |         | h[i]   |
| Continuant sonora    |        | z                   | ž       |         |        |
| líquides             |        | l[i], ɾ[k], r[i][k] |         |         |        |
| Nasal                | m      | n                   |         | ŋ[k][d] |        |

Els fonemes sense subíndexs són comuns a totes les llengües arhuaques supervivents, la resta de fonemes pot faltar en alguna de les llengües. Així el superíndex [i] indica que el fonema falta en ika, [k] que falta en kogui i [d] que falta en damana.

### Comparació lèxica
Els numerals en diferents varietats arhuaques són:
| GLOSA | Kogui    | Damana (Malayo) | Iku      | PROTO- ARHUAC |
| ----- | -------- | --------------- | -------- | ------------- |
| '1'   | éizua    | škwa            | inʔgui   | *ekwa         |
| '2'   | móuʒuə   | moa             | mouga    | *móuga        |
| '3'   | máiguə   | maigwa          | máikʌnɨ  | *máigwa       |
| '4'   | məkkáiwə | makegwa         | maʔkeiwa | *maʔkáiwa     |
| '5'   | hačígwə  | ʉjčgwa          | asewa    | *atigwa       |
| '6'   | teiʒúwə  | tainwa          | čingwa   | *teingwa      |
| '7'   | kúguə    | kugwa           | koga     | *kugwa        |
| '8'   | ábiguə   | ambiɡwa         | abewa    | *abiwa        |
| '9'   | etáguə   | ijkagwa         | ikawa    | *ikawa        |
| '10'  | uguá     | ugwa            | uga      | *ugwa         |